# Gökdepe
Gökdepe, (ou Geok Tepe, ou Geok-Tepe ou Geok-Depe, ou Guéok-Tépé, du russe Геок-Тепе, en turkmène, Gökdepe signifie « montagne verte ») est une ville et le centre administratif du district de Gökdepe, dans la province d'Ahal, au Turkménistan, à 45 kilomètres au nord-ouest d'Achgabat. La ville est construite autour d'une ancienne ville fortifiée des Turkmènes qui portait le même nom. La ville est située le long de l'autoroute M37 et du chemin de fer transcaspien.

## Histoire

### La prise de Gökdepe par les Russes
Depuis 1860, la Russie impériale a pour objectif de conquérir les khanats d'Asie centrale afin de fournir des matières premières (coton) à l'industrie russe, d'absorber la production de produits manufacturés russes et d'établir une sécurité des échanges commerciaux contre les pillages. Après les khanats Kokand, de Boukhara, de Khiva et les villes de Samarcande et de Tachkent, l'armée se dirige vers Achgabat. Sur la route d'Achgabat se trouve la forteresse de Gökdepe où Berdi Murad Khan et les Turkmènes attendent l'armée impériale russe. En août 1879, l'armée impériale russe essaie de prendre la forteresse en la bombardant, mais les murs tiennent et dans une contre-offensive, les Turkmènes repoussent les Russes jusqu'à la mer Caspienne.
En décembre 1880, 7 000 soldats de l'armée impériale menés par le général Skobolev reviennent attaquer la forteresse, défendue par 10 000 Turkmènes,. Le siège de la forteresse dure vingt-trois jours, avant que les Russes ne mattent la résistance. Pour pénétrer dans la forteresse, les Russes creusent un tunnel sous un pan du mur et placent une charge explosive sous le mur qui explose et s'affaisse. Le 24 janvier 1881, les troupes russes entrent dans la forteresse par cette brêche. Les Turkmènes sont balayés et fuient avec 40 000 habitants de la ville, pourchassés par les troupes de Skobelev. Environ 6 500 Turkmènes sont tués dans la forteresse et 8 000 dans la fuite. De leur côté, les Russes comptent 398 morts et 669 blessés.
Les troupes russes entrent dans Achgabat fin janvier 1881 et la Russie achève ainsi sa conquête de l'Asie centrale.

### Conséquences de la prise de la ville
Le plus célèbre écho de cet évènement est donné en janvier 1881, le même mois que la victoire, par Fiodor Dostoïevski dans son article « Géok-Tépé. Que signifie pour nous l'Asie ?», paru dans son Journal d'un écrivain. Dans cet article, Dostoïevski fait son deuil de la conquête de Constantinople à l'instar de ses contemporains[pas clair]. Le rêve panslaviste était un échec après la guerre russo-turque de 1877-1878 et le traité de Berlin qui a suivi. Par contre l'Asie centrale prenait une signification nouvelle dans les plans de conquête de la Russie impériale.
Le général Mikhaïl Skobelev devient alors en Russie un héros souvent portraituré et apparaît comme le type même du militaire décidé. Dostoïevski écrit à son propos dans son Journal d'un écrivain :  « La victoire de Skobelev va trouver un écho dans l'Asie tout entière, jusque sur ses frontières les plus lointaines... Puisse-t-elle jusqu'en Inde et en Inde même accroître chez ces millions d'individus la certitude de l'invincibilité du tsar blanc » .